# 绍洛姆堡
绍洛姆堡（匈牙利語：Salomvár）是匈牙利佐洛州所辖的一个村，总面积16.11平方公里，总人口608，人口密度37.7人/平方公里（2010年1月1日）。